# ام‌وی بالمورال
ام‌وی بالمورال (به انگلیسی: MV Balmoral) یک کشتی است که طول آن ۲۰۳ فوت ۶ اینچ (۶۲٫۰۳ متر) می‌باشد. این کشتی در سال ۱۹۴۹ ساخته شد.